# Nick Rogers
Nick Rogers, född den 4 mars 1977 i Southampton i Storbritannien, är en brittisk seglare.
Han tog OS-silver i 470 i samband med de olympiska seglingstävlingarna 2008 i Qingdao i Kina.